# Arcidiocesi di Huê

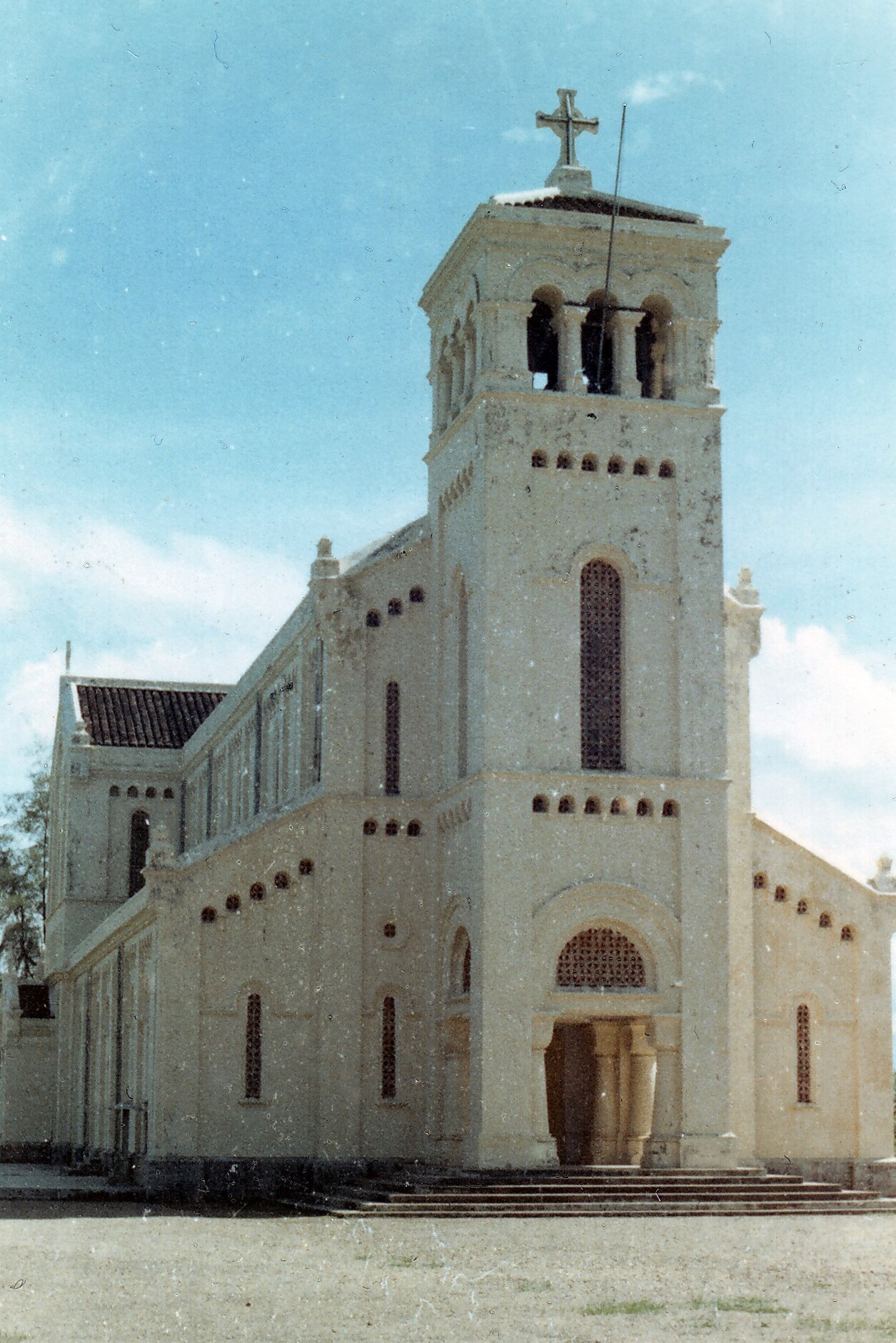
La basilica di Notre-Dame di La Vang prima della sua distruzione nel 1972.

L'arcidiocesi di Huê (in latino Archidioecesis Hueensis) è una sede metropolitana della Chiesa cattolica in Vietnam. Nel 2023 contava 68.303 battezzati su 1.796.240 abitanti. È retta dall'arcivescovo Joseph Đặng Đức Ngân.

## Territorio
L'arcidiocesi si trova nella parte centrale del Vietnam e comprende la municipalità di Huế e la provincia di Quang Tri.
Sede arcivescovile è la città di Huế, dove sorge la cattedrale del Cuore Immacolato di Maria. Nel territorio sorge anche la basilica di Notre-Dame di La Vang, santuario nazionale vietnamita, in ricostruzione dopo la sua distruzione causata dai bombardamenti americani nel 1972.
Il territorio si estende su 9.823 km² è suddiviso in 96 parrocchie.

### Provincia ecclesiastica
La provincia ecclesiastica di Huế, istituita nel 1960, comprende le seguenti suffraganee:
- diocesi di Ban Mê Thuột
- diocesi di Đà Nẵng,
- diocesi di Kontum,
- diocesi di Nha Trang,
- diocesi di Quy Nhơn.

## Storia
Gli inizi dell'evangelizzazione nella regione di Huế risalgono ai primi decenni del XVII secolo con i gesuiti, in particolare Francesco Buzomi e, a partire dal 1625, Alexandre de Rhodes. Ai Gesuiti subentrarono ben presto i missionari della Società per le missioni estere di Parigi a cui fu affidata l'intera evangelizzazione del Sud-est asiatico.
Nel 1659 fu eretto il vicariato apostolico della Cocincina, che nel 1844 fu diviso in due, con la nascita dei vicariati apostolici della Cocincina occidentale (oggi arcidiocesi di Hô Chí Minh) e della Cocincina orientale (oggi diocesi di Quy Nhơn). Il 27 agosto 1850 con il breve Postulat apostolici di papa Pio IX quest'ultimo vicariato fu a sua volta diviso in due, dando origine al vicariato apostolico della Cocincina settentrionale con sede a Huế, affidato ai missionari di Parigi.
Diverse persecuzioni colpirono le missioni vietnamite nel corso dell'Ottocento. Tra il 1883 e il 1886 la missione di Huế fu colpita da una violenta repressione, che portò alla morte di 10 preti e di oltre 8.000 cristiani. Il martirologio romano commemora in diversi martiri provenienti da Huế.
Il 3 dicembre 1924 assunse il nome di vicariato apostolico di Huê in forza del decreto Ordinarii Indosinensis della Congregazione di Propaganda Fide. L'anno successivo Huê divenne sede della delegazione apostolica per il Vietnam, trasferita nel 1951 a Hanoi.
Il 24 novembre 1960, in occasione della costituzione della gerarchia episcopale vietnamita, il vicariato apostolico è stato elevato al rango di arcidiocesi metropolitana con la bolla Venerabilium Nostrorum di papa Giovanni XXIII.

## Cronotassi dei vescovi
Si omettono i periodi di sede vacante non superiori ai 2 anni o non storicamente accertati.
- François-Marie-Henri-Agathon Pellerin, M.E.P. † (27 agosto 1850 - 13 settembre 1862 deceduto)
- Joseph-Hyacinthe Sohier, M.E.P. † (13 settembre 1862 succeduto - 3 settembre 1876 deceduto)
- Martin-Jean Pontvianne, M.E.P. † (31 agosto 1877 - 30 luglio 1879 deceduto)
- Marie-Antoine-Louis Caspar, M.E.P. † (23 marzo 1880 - 18 luglio 1907 dimesso)
- Eugène-Marie-Joseph Allys, M.E.P. † (30 gennaio 1908 - 20 giugno 1931 dimesso)
- Alexandre-Paul-Marie Chabanon, M.E.P. † (20 giugno 1931 succeduto - 4 giugno 1936 deceduto)
- François-Arsène-Jean-Marie-Eugène Lemasle, M.E.P. † (4 febbraio 1937 - 27 settembre 1946 deceduto)
- Jean-Baptiste Urrutia, M.E.P. † (12 febbraio 1948 - 24 novembre 1960 dimesso[2])
- Pierre Martin Ngô Đình Thục † (24 novembre 1960 - 11 marzo 1968 dimesso[3])
- Philippe Nguyễn Kim Điền, P.F.I. † (11 marzo 1968 succeduto - 8 giugno 1988 deceduto)
  - Sede vacante (1988-1998)[4]
- Étienne Nguyễn Như Thể † (1º marzo 1998 - 18 agosto 2012 ritirato)
- François Xavier Lê Văn Hồng (18 agosto 2012 - 29 ottobre 2016 ritirato)
- Joseph Nguyễn Chí Linh (29 ottobre 2016 - 24 maggio 2025 ritirato)
- Joseph Đặng Đức Ngân, succeduto il 24 maggio 2025

## Statistiche
L'arcidiocesi nel 2023 su una popolazione di 1.796.240 persone contava 68.303 battezzati, corrispondenti al 3,8% del totale.
| anno | popolazione | popolazione | popolazione | presbiteri | presbiteri | presbiteri | presbiteri                | diaconi | religiosi | religiosi | parrocchie |
| anno | battezzati  | totale      | %           | numero     | secolari   | regolari   | battezzati per presbitero | diaconi | uomini    | donne     | parrocchie |
| ---- | ----------- | ----------- | ----------- | ---------- | ---------- | ---------- | ------------------------- | ------- | --------- | --------- | ---------- |
| 1970 | 76.138      | 704.300     | 10,8        | 208        | 169        | 39         | 366                       |         | 129       | 826       |            |
| 1979 | 41.131      | 1.600.000   | 2,6         | 78         | 72         | 6          | 527                       |         | 25        | 365       | 53         |
| 1997 | 51.560      | 1.593.000   | 3,2         | 88         | 77         | 11         | 585                       |         | 78        | 434       | 53         |
| 2000 | 59.270      | 1.967.450   | 3,0         | 76         | 66         | 10         | 779                       |         | 61        | 447       | 53         |
| 2001 | 60.982      | 1.966.605   | 3,1         | 79         | 63         | 16         | 771                       |         | 100       | 501       | 177        |
| 2002 | 63.454      | 1.987.217   | 3,2         | 86         | 69         | 17         | 737                       |         | 100       | 554       | 177        |
| 2003 | 64.042      | 2.007.300   | 3,2         | 88         | 71         | 17         | 727                       |         | 105       | 588       | 177        |
| 2004 | 65.770      | 1.977.300   | 3,3         | 93         | 74         | 19         | 707                       |         | 107       | 599       | 177        |
| 2006 | 66.700      | 2.150.700   | 3,1         | 114        | 92         | 22         | 585                       |         | 107       | 631       | 177        |
| 2013 | 69.255      | 1.692.551   | 4,1         | 139        | 107        | 32         | 498                       |         | 185       | 1.085     | 81         |
| 2016 | 69.380      | 1.750.700   | 4,0         | 155        | 108        | 47         | 447                       | 3       | 306       | 1.130     | 83         |
| 2019 | 72.016      | 1.771.190   | 4,1         | 171        | 121        | 50         | 421                       |         | 260       | 1.211     | 87         |
| 2021 | 64.837      | 1.695.940   | 3,8         | 143        | 143        |            | 453                       |         | 662       | 1.333     | 92         |
| 2023 | 68.303      | 1.796.240   | 3,8         | 154        | 154        |            | 443                       |         | 408       | 1.356     | 96         |